# Virágos kőris
A virágos kőris, más néven mannakőris (Fraxinus ornus) az olajfafélék családjába tartozó lombhullató fafaj. A „virágos kőris” nevet azért kapta, mert virágainak – a magas kőristől eltérően – sziromlevelei is vannak.

## Előfordulása
Európa déli, délkeleti területein és Kis-Ázsiában, főleg a középhegységekben honos, ott a száraz, meleg, sziklás talajú bokorerdők jellemző fája. Kis-Ázsiában főleg Törökországban és Libanonban nő, Európában elterjedésének északi határa nyugaton Franciaország; Közép-Európában a Bécsi-medence, illetve a Kárpát-medence. Magyarországon a síksági és dombvidéki erdőtársulásokban zonálisan, a hegyvidéki erdőtársulásokban intrazonálisan fordul elő, mellékfafajként. A Mátrában megtalálhatóak állományai.

## Jellemzői
A virágos kőris általában 6–8 méter magasra nő meg, a legnagyobb példányok is legfeljebb 20 méteresek. Törzse szabálytalan alakú, általában görbe, szétágazó, gyakran egész alacsonyan villásodik; lombozata laza, szabálytalan. Lombkoronája laza, kerekded. Kérge fiatalon feltűnően sima, barázdák nélküli (ez segít a magas kőristől megkülönböztetni), idősebb korában rücskösen repedezik – színe világosszürkéről idővel feketésszürkére sötétedik. Az ágak sugarasan szétágaznak, sokszor görbék, csavarodottak (a magas kőris ágai egyenesek). A barnászöld, zöldeszszürke vagy hamuszürke hajtásokat finom paraszemölcsök pontozzák.
Keresztben átellenes levelei páratlanul szárnyaltak, 15–20 centiméter hosszúak, 5–11 (többnyire 7) levélkéből összetettek. A levélkék 1,5 centis nyélen ülnek, tojásdad alakúak, 3–8 cm hosszúak és legfeljebb 2,5 cm szélesek, bőrszerűek, a szélük szabálytalanul fűrészelt, csúcsuk hegyes. A levéllemez a színén középzöld, a fonákán világosabb, és ott a főér mentén rozsdás vagy fehéres szőrök nőnek. A csúcson növő levélke hosszabb az oldalsóknál. A levélnyél 3–8 cm hosszú, gyakran finom szőrök borítják. Őszi lombja a sárgától a liláig sokféle színárnyalatban pompázik.
Világosszürke rügyei télen nemezesen szőrösek. A szürke csúcsrügyek nagyok, gúla alakúak, míg a szürkésbarna hónaljrügyek kisebbek, gömbölydedek, két pikkelyük van.
Sárgásfehér, dús bugavirágzata az új hajtások végén, laza, hófehér, pamacsszerű tollbokrétában nyílik, majd hamar lehullik. A virágok csészéje négyhasábú, négy, kb. 6 cm-es sárgásfehér sziromlevéllel, amik alapjuknál párosával összeforrtak. Termése 2-3 centiméter hosszú, lecsüngő, lándzsa alakú szárnyas lependék, kissé lekerekített csúccsal, beérve sárgás-barnás színű.
Ellentétben a család többi honos fajától a virágos kőris a szélbeporzásról a rovarporzásra történő áttérés egy tipikus példája.

## Életmódja
Leginkább a dolomitos, illetve mészköves területeket kedveli, közepesen tápanyagigényes. Hegyvidéki, fagyálló és az aszályt is jól tűrő fa. Fiatalon árnyéktűrő, később fényigényes. Száraz–félszáraz termőhelyeken jellegzetes: gyakran találkozhatunk vele erdőszéleken, irtásokon, erdőkben pedig főleg a molyhos-, a kocsánytalan és a csertölggyel együtt nő. A tölgyesekben, bokorerdőkben állományalkotó lehet.
Virágai a lombfakadás után, április–júniusban nyílnak. Rovarok porozzák be. Termése októberben érik be.
Jól sarjadzik.

## Képek

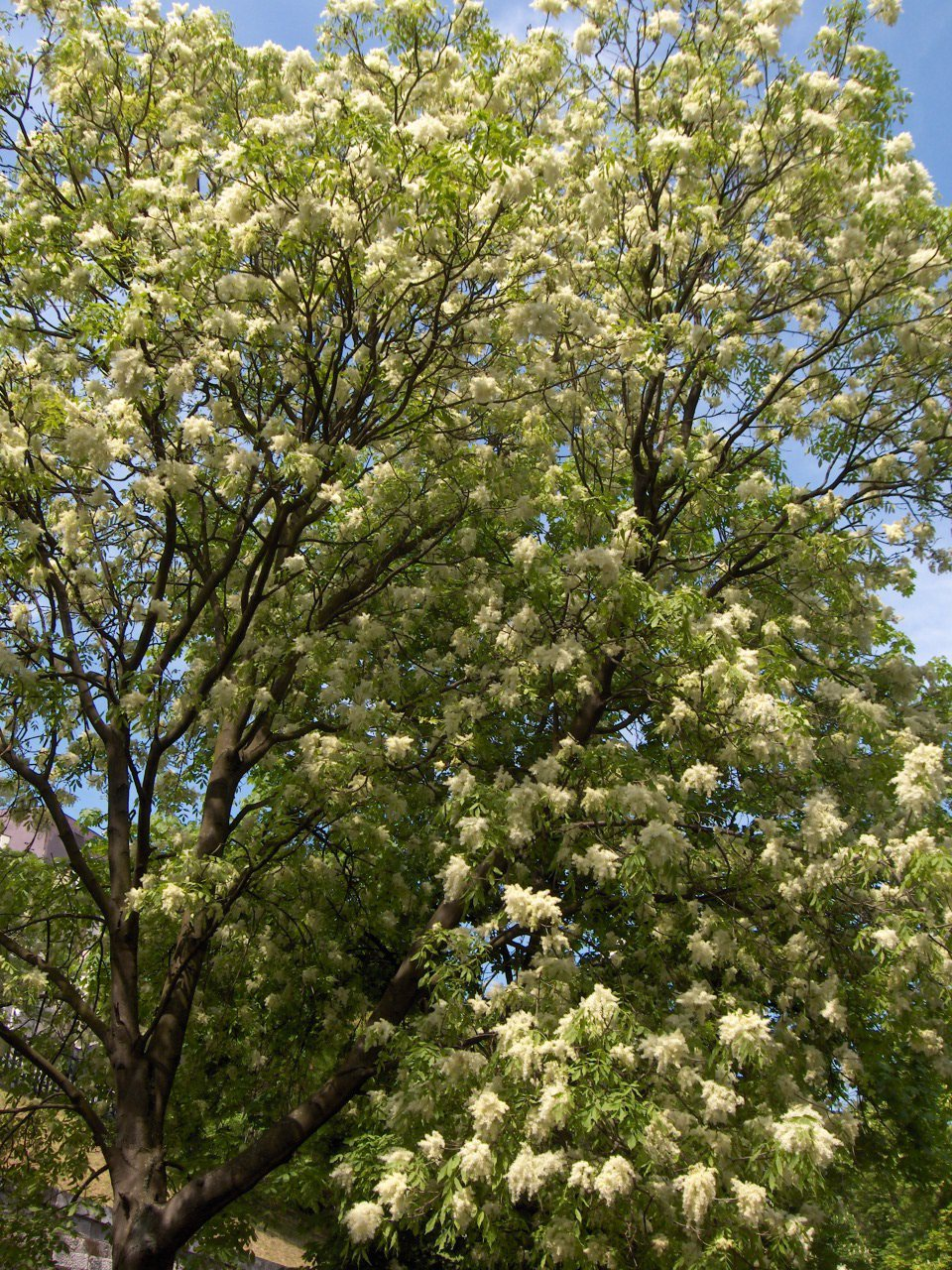
Virágos kőris
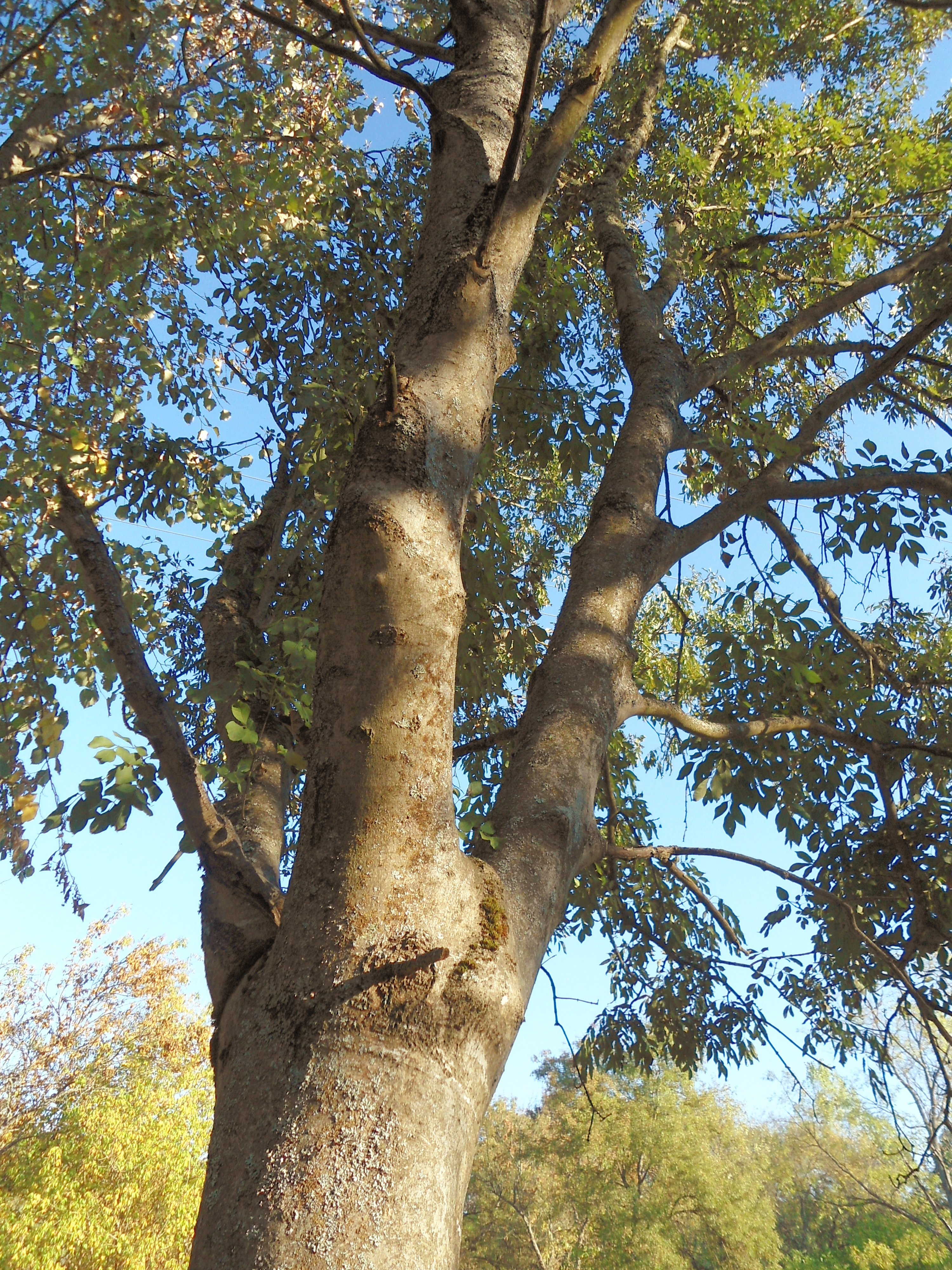
Törzse
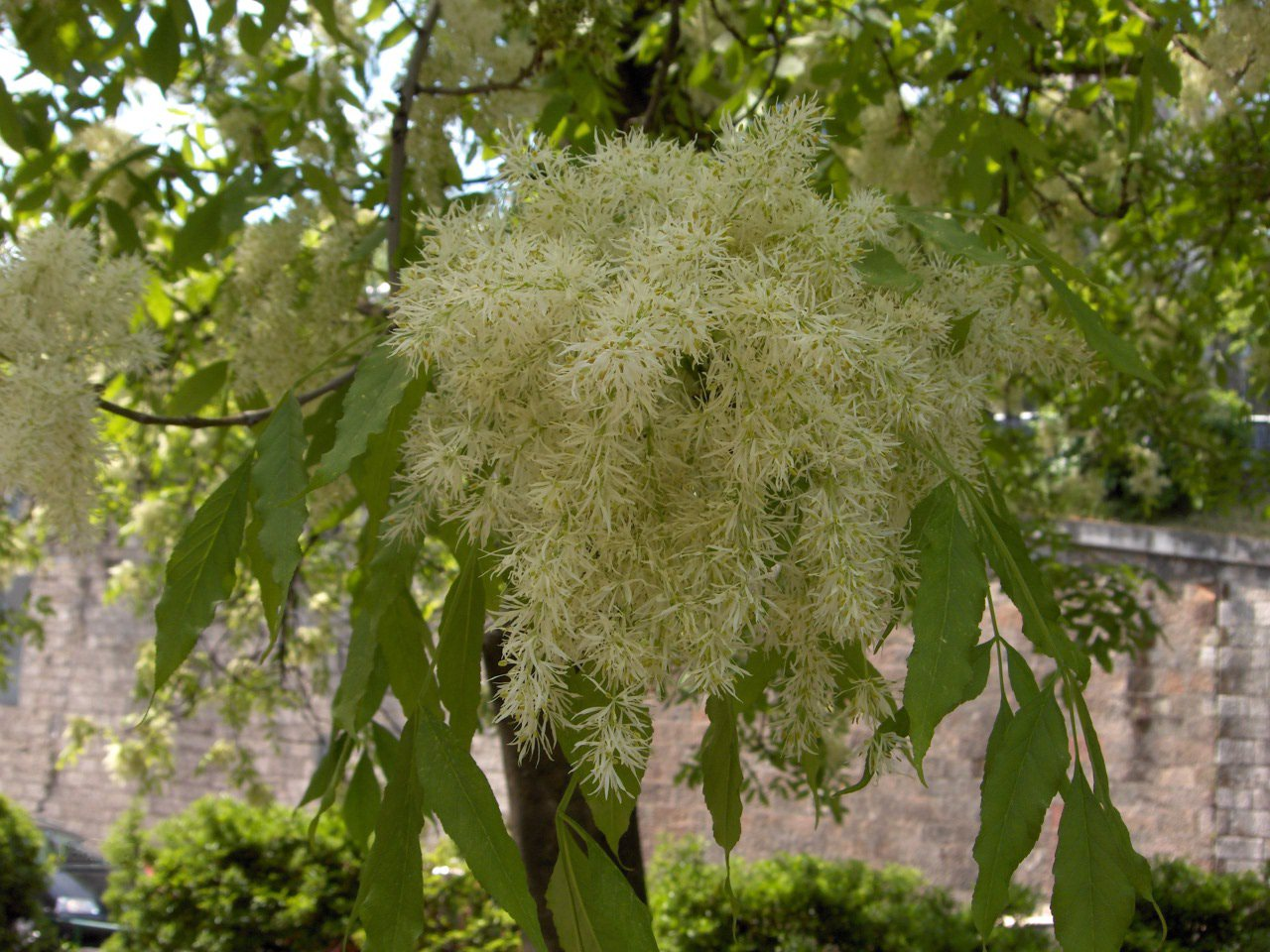
Bugavirágzata
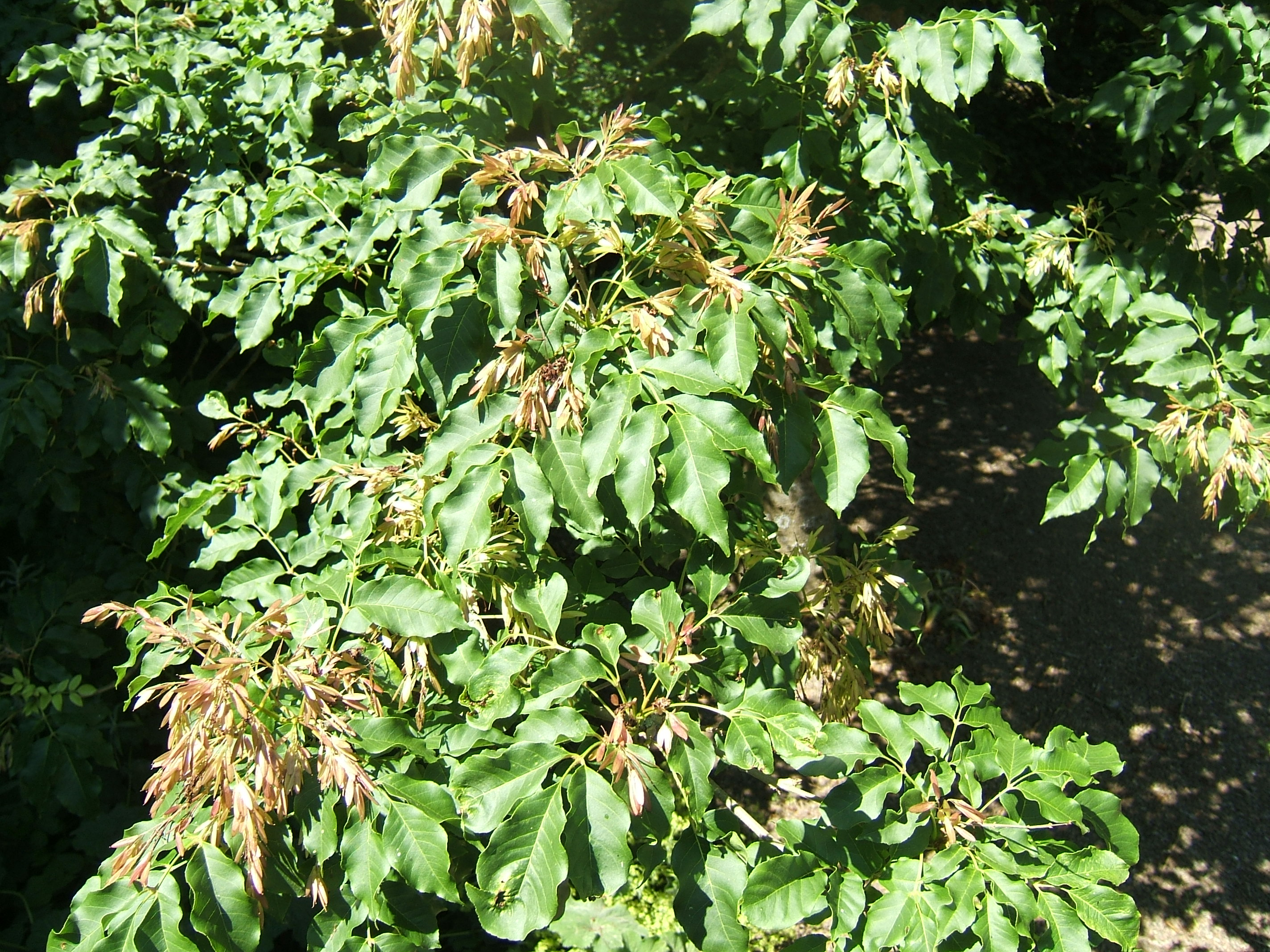
Levele, termése

## Hatóanyagai
Mannitot, glükózt, fruktózt, nyomokban fraxint tartalmaz.

## Hasznosítása, ártalmai
Feltűnő virágzata miatt Dél-Európában gyakran díszfának ültetik. A szárazságot, légszennyezést igen jól viseli.

### Erdőgazdasági
Mivel törzsének átmérője és magassága is meglehetősen kicsi, erdészeti jelentősége alárendelt. Leginkább csak tűzifának alkalmas, de mivel gyorsan nő, már fiatalon terem és magról szaporodik, a kopár területek erdősítéséhez elegyfának ültetik. A szennyezett levegőt jól tűri, ezért az ilyen helyeken véderdők, erdősávok telepítésére igen alkalmas.
Az elegyfaként a hegyvidékekbe felhatoló példányok törzse gyakran szabálytalan alakú, hajlott, gyakran egész alacsonyan villásodik.

### Gyógyászati
Kérgéből néha édes nedv, „manna” folyik, ezért szokták mannakőrisnek is nevezni. A nedvedzést a mannakabóca (Cicada orni) szúrása okozza, vagy naponta ismételt kereszthasítással érhető el. A kifolyó manna a levegőn megkeményedik. Gyógyszerészeti felhasználásra legjobb a csöves manna, ugyanis a vénebb törzsről gyűjtött kövér manna nem elég tiszta. Az így gyűjtött mannát köhögés ellen és enyhe hashajtónak (pl. aranyér, végbélrepedés kezelésére) használják. A mannitot cukorbetegség esetén cukorhelyettesítő szerként is alkalmazzák.
Virágpora allergén.